# Asterholma
Asterholma is een dorp en eiland in de gemeente Brändö in de autonome Finse regio Åland.
Het is het meest zuidelijk gelegen bewoonde eiland van deze gemeente. Het dorp heeft ongeveer 14 vaste inwoners. Ten zuiden van dit eiland liggen drie grotere onbewoonde eilanden: Nottö, Nötholm en Korsö, en hier omheen liggen tientallen kleinere eilandjes, scheren en rotsen.
Er wordt vermoed dat de oorspronkelijke naam van het eiland "Österholma" ("Oostelijk eiland") is.
Historisch gezien vormen Asterholma, Lappo en Björkö samen het gebied "Björköbol" - het gebied dat tegenwoordig de postcode 22840 heeft.

## Infrastructuur
Het eiland is te bereiken met een veerboot vanaf het nabijgelegen eiland Lappo, een overtocht van circa 10 minuten. Deze boot maakt meestal meerdere oversteken per dag.

## Economie
De voornaamste inkomstenbronnen van het dorpje zijn ict en toerisme. Op het westen van het eiland, vlak bij de veerstoep, bevinden zich zes vrijstaande vakantiehuisjes en een toeristenhaventje.

## Bezienswaardigheden
Asterholma heeft enkele wandelpaden rond het eiland. Het hoogste punt: Bötet (26 meter boven de zeespiegel), biedt uitzicht over de Scherenzee. Sinds 2013 lopen op het hele eiland schapen rond. Het onbewoonde eiland Korsö dat tot deze archipel behoort, heeft een zandstrand met uitzicht op Skiftet.